# David Campbell Bannerman
David Campbell Bannerman (født 28. maj 1960) er siden 2009 britisk medlem af Europa-Parlamentet, valgt for UK Independence Party, men er i 2011 skiftet til det Konservative Parti (UK) (indgår i parlamentsgruppen ECR).